# Eurema fabiola
Eurema fabiola is een vlindersoort uit de familie van de Pieridae (witjes), onderfamilie Coliadinae.
Eurema fabiola werd in 1861 beschreven door C. & R. Felder.